# Лиманы (Березанский район)
Лиманы (укр. Лимани) — село в Березанском районе Николаевской области Украины.
Население по переписи 2001 года составляло 1000 человек. Почтовый индекс — 57464. Телефонный код — 5153. Занимает площадь 3 км².
Село основано в начале XVIII в. В 1861 году здесь произошло выступление крестьян. В 1905 году сельскохозяйственные рабочие объявили забастовку в этом селе. Местный житель М. С. Ярошенко был участником восстания на броненосце «Потемкин».
В 1946 году указом ПВС УССР село Коза переименовано в Лиманы.

## Местный совет
57464, Николаевская обл., Березанский р-н, с. Лиманы, ул. Школьная, 35; тел. 9-41-42.